# Aviat Husky

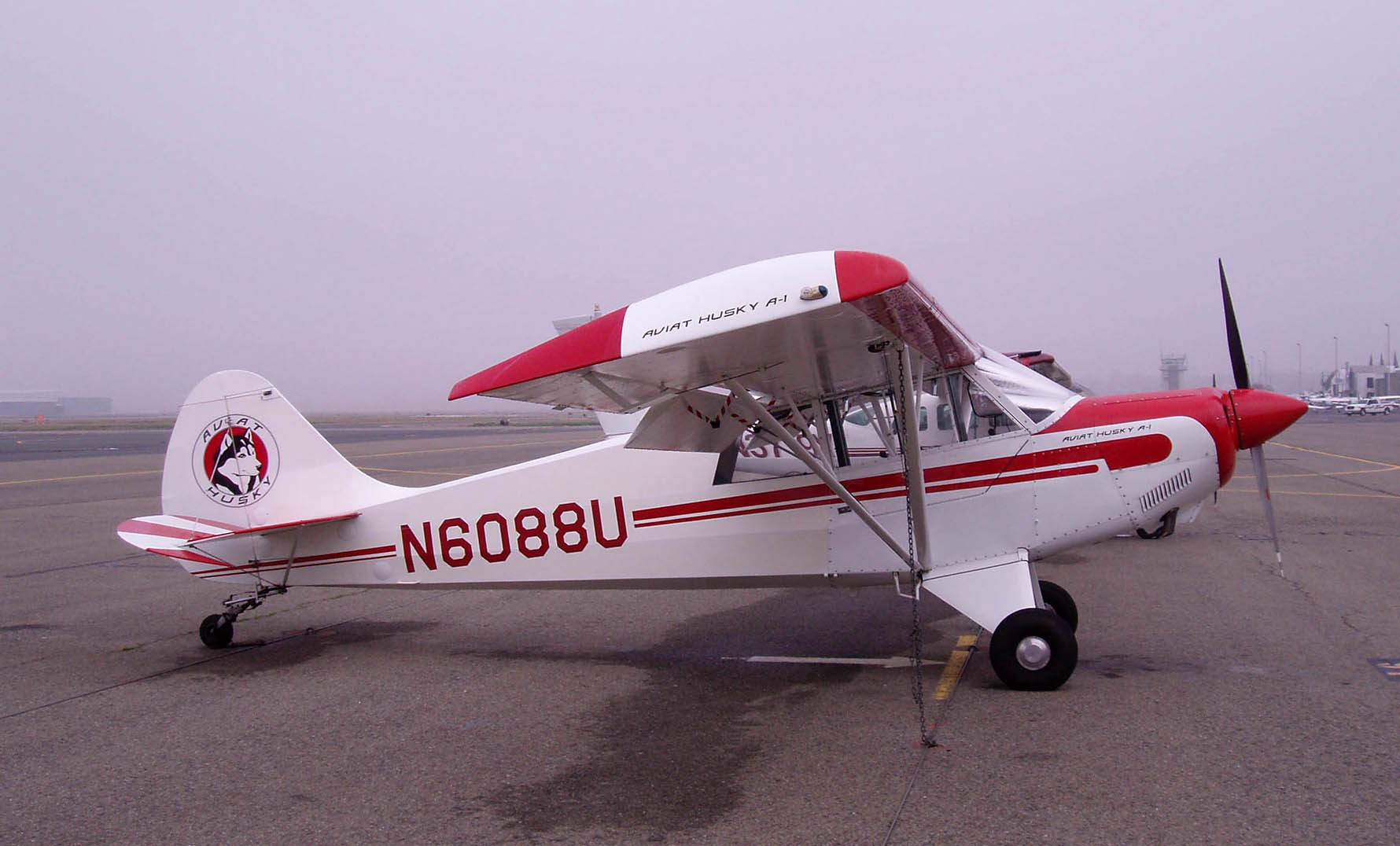
Aviat Husky A1 N6088U Dec08

El Aviat Husky es un tipo de avión ligero biplaza de ala alta construido por Aviat Aircraft de Afton, Wyoming. Fue el único avión ligero completamente nuevo, que fue diseñado y entró en producción en serie en Estados Unidos a mediados y a finales de la década de 1980.

## Desarrollo
El trabajo de diseño de Christen Industries inició en 1985. El avión fue de los primeros de su clase diseñado con el beneficio del software CAD. El prototipo voló por primera vez en 1986, y la certificación fue otorgada al año siguiente.
Con más de 650 aviones vendidos entre su introducción y 2008, el Husky fue uno de los diseños de aviones ligeros más vendidos de la época.

## Diseño

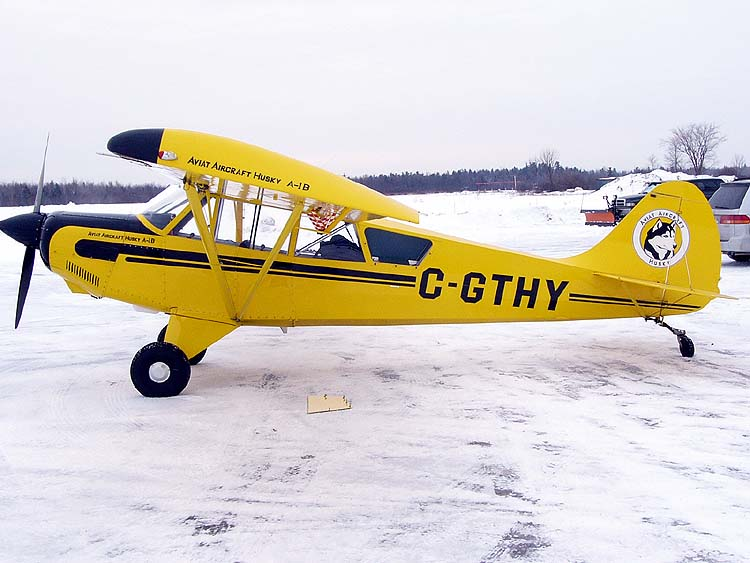
Aviat Husky A-1B

El avión cuenta con un ala alta reforzada, asientos en tándem y controles duales. La estructura es de tubo de acero y de Dacron que cubre todo excepto la parte trasera del fuselaje, además de bordes de ataque de metal en las alas. El ala alta fue seleccionada para una buena visibilidad, lo que hace que el Husky sea ideal para funciones de observación y patrulla. La potencia es suministrada por un motor relativamente potente (para el peso del Husky) de 180 hp (134 kW) Textrong Lycoming O-360 de cuatro pistones planos que gira una hélice de velocidad constante. En 2015, se aprobó una hélice MT reversible bajo un certificado de tipo suplementario para un mejor tipo de control en las operaciones de agua de hidroavión. La alta relación potencia-peso del Husky y la baja carga alar dan como resultado un buen rendimiento en campo corto.
Las opciones incluyen flotadores, esquís y ganchos de remolque para pancartas y planeadores.

## Historia operacional
El Husky se ha utilizado para tareas de observación, patrulla de pesca, inspección de tuberías, remolque de planeadores, patrulla fronteriza y otras misiones de servicios públicos. Los usuarios notables incluyen el Departamento del Interior y Agricultura de los Estados Unidos y el Servicio de Vida Silvestre de Kenia, que vuela siete en patrullas aéreas de manadas de elefantes como parte de la lucha contra la caza furtiva ilegal de marfil.

## Variantes
El Husky viene en 6 versiones.

### Husky A-1
Certificado el 1 de mayo de 1987. El peso bruto máximo es de 1,800 lb (816 Kg). Propulsado por un Lycoming 0-360-A1P o un Lycoming O-360-C1Gde 180 hp (134 kW).

### Husky A-1A
Certificado el 28 de enero de 1998. El peso bruto máximo es de 1,890 lb (857 kg). Propulsado por un Lycoming 0-360-A1P de 180 hp (134kW).

### Husky A-1B
Certificado el 28 de enero de 1998. Impulsado por un Lycoming 0-360-A1P de 180 hp (134kW). El A1B puede modificarse para aceptar un motor Lycoming IO-360-A1D6 de 200 hp (149 kW) y una hélice MT MTV-15B / 205-58 bajo un STC.

### Husky A-1B-160 Cachorro
Certificado el 18 de agosto de 2003 sin flaps y el 21 de octubre de 2005 con flaps. Propulsado por un Lycoming 0-320-D2A 160 hp (119 kW). El pup tiene un motor más pequeño, un peso bruto de 2,000 lb (907 kg) y una carga útil de 775 lb (352 kg).

### Husky A-1C-180
Certificado el 24 de setiembre de 2007. Propulsado por un Lycoming 0-360-A1P de 180 CV (134 kW). El 180 tiene un peso bruto de 2,200 lb (998 kg) y una carga útil de 925 lb (420 kg).

### Husky A-1C-200
Certificado el 24 de setiembre de 2007. Propulsado por un Lycoming IO-360-A1D6 de 200 CV (149 kW). El 200 tiene un peso bruto de 2,200 lb (998 kg) y una carga útil de 880 lb (399 kg).

## Especificaciones (A-1C Husky)
Datos de sitio web de Aviat.

### Características generales
- Tripulación: uno
- Longitud: 22 pies 7 pulgadas (6,88 m)
- Envergadura: 35 pies 6 pulgadas (10,82 m)
- Área del ala: 183 pies cuadrados (17 m²)
- Peso vacío: 1275 lb (578 kg) sobre ruedas
- Peso bruto: 2200 lb (998 kg) sobre ruedas y flotadores
- Capacidad de combustible: 50 galones estadounidenses (190 l)
- Planta motriz: 1 x motor Lycoming O-360-A1P de cuatro cilindros, cuatro tiempos de pistón, 180 hp (130kw)
- Hélices: Hélice Hartzell de dos palas, 6 pies 4 pulgadas (1,93 m) de diámetro

### Rendimiento
- Velocidad máxima: 145 mph (233 km/h, 126 kn)
- Velocidad de crucero: 140 mph (230 km/h, 120 kn)
- Velocidad de pérdida: 53 mph (85 km/h, 46 kn) flaps bajadas, sin motor
- Alcance: 800 mi (1300 km, 700 nmi) al 55 % de potencia
- Techo de servicio: 20 000 pies (6100 m)
- Régimen de ascenso: 1500 pies/min (7,6 m/s)

### Aviónica
- Radio de comunicación VHF
- Transpondedor
- GPS opcional